# Detroit vs. Everybody
Detroit vs. Everybody (englisch für „Detroit gegen alle“) ist ein Lied des US-amerikanischen Rappers Eminem, das er zusammen mit den Rappern Royce da 5′9″, Big Sean, Danny Brown und Trick-Trick sowie der Rapperin Dej Loaf aufnahm. Der Song ist die vierte Singleauskopplung aus dem Kompilationsalbum Shady XV von Eminems Label Shady Records und wurde am 11. November 2014 veröffentlicht. Alle am Lied beteiligten Künstler stammen aus der Stadt Detroit.

## Inhalt
| Liedteil   | Künstler      |
| Refrain    | Dej Loaf      |
| 1. Strophe | Royce da 5′9″ |
| 2. Strophe | Big Sean      |
| 3. Strophe | Danny Brown   |
| 4. Strophe | Eminem        |
| Outro      | Trick-Trick   |

Detroit vs. Everybody ist ein Posse Cut, auf dem Eminem, Royce da 5′9″, Big Sean und Danny Brown, über das Leben in Detroit berichten und wie sie es von ihren Anfängen in der Stadt zu berühmten Rappern schafften, wobei sie weiterhin stolz ihren Heimatort repräsentieren. Die Rapperin Dej Loaf übernimmt den Refrain, während Trick-Trick im Outro zu hören ist und einen Remix des Liedes mit lokalen Rappern ankündigt. Der Songtitel Detroit vs. Everybody ist an die gleichnamige Modelinie angelehnt.

“Tell ’em, if they want it

They can come get that (static)

I swear I love my city

I just want less (static)

See me, they salute me

They ain’t ready for that (static)

Detroit vs. Everybody”

## Produktion
Der Song wurde von dem US-amerikanischen Musikproduzenten Statik Selektah zusammen mit Eminem produziert. Dabei verwendeten sie Samples der Lieder Funky Drummer von James Brown und Static on the Frequency von Peter Beveridge.

## Musikvideo
Bei dem zu Detroit vs. Everybody gedrehten Musikvideo, das am 23. Januar 2015 Premiere feierte, führten Syndrome Regie. Das Video verzeichnet auf YouTube rund 55 Millionen Aufrufe (Stand Juli 2020).
Es ist in Schwarz-weiß gehalten und zeigt die Rapper, die ihren Text an verschiedenen Orten im winterlichen Detroit rappen, während Gebäude und Wahrzeichen der Stadt gezeigt werden, darunter das Ford Field und der Comerica Park. Royce da 5′9″ und Dej Loaf stehen auf Häuserdächern, während sich Big Sean und Danny Brown in heruntergekommenen Gebäuden befinden. Eminem rappt seine Strophe teils in einem Gebäude und teils draußen, an einer Straße.

## Single

### Covergestaltung
Das Singlecover ist schlicht gehalten und zeigt den grauen Titel Detroit -VS- Everybody, so wie er auch auf Kleidungsstücken der gleichnamigen Modelinie steht. Am oberen Bildrand befindet sich zudem der silberne Schriftzug Shady XV. Der Hintergrund ist dunkelgrau gehalten.

### Chartplatzierungen
Detroit vs. Everybody erreichte Platz 8 der Bubbling Under Hot 100 Singles in den Vereinigten Staaten, verpasste also die dortigen Top 100 knapp. Auch im deutschsprachigen Raum konnte sich das Lied nicht in den Charts platzieren.

## Remix
Im Dezember 2014 erschien eine, von Trick-Trick angeführte, 16-minütige Remixversion des Liedes, auf der zahlreiche, weniger bekannte Detroiter Rapper vertreten sind, darunter Black Milk und Big Herk.